# La Bohème et l'Ivraie
Pour les articles homonymes, voir Ivraie (homonymie).
La Bohème et l'ivraie  est un cycle de roman de science-fiction, écrit en 1990 par Ayerdhal (France), paru dans un premier temps aux éditions Fleuve noir dans la collection Anticipation en quatre tomes (« Ylvain, rêve de vie », « Made, concerto pour Salmen et Bohême », « La Naïa, hors-limites » et « Ely, l'esprit-miroir »). Le cycle a été réédité par Fleuve Noir en 1995 sous les couvertures bleues et en 2000 en un seul tome légèrement retouché et amendé par l'auteur. Toutes les couvertures d'Ayerdhal étaient alors illustrées par Gilles Francescano.
Le titre fait référence et est un clin d'œil à la parabole Le Bon grain et l'ivraie.

## Place dans l'œuvre de l'auteur
Ce cycle prend place dans l'univers qu'a développé Ayerdhal dans la plupart de ses récits (Mytale, Le Chant du drille, Balade choreïale et bien sûr le cycle de la Cybione). Dans cet univers, l'Homéocratie est une sorte de société hyper libérale qui chapeaute une humanité partie à la conquête de l'espace et livrée aux conglomérats et autres Comité Éthique (sorte de KGB inter galactique). Comme souvent, dans les romans d'Ayerdhal, le cycle mettra aux prises des individualités et un système. Au cours de cet affrontement sans pitié, les individualités se caricatureront à l'extrême et l'auteur, malgré quelques faiblesses qu'il reconnaîtra lui-même, nous croque de magnifiques moments de vie.

## Résumé
Ylvain, héros du cycle, est un Kinéïre. C'est-à-dire que c'est un artiste à même de projeter ses émotions, des images et des sons dans l'esprit des gens au point que ceux-ci peuvent les confondre avec leurs vrais souvenirs. Rejeté de l'école de Kinéïrat dans le premier tome pour cause de non-conformisme, il apprendra à maîtriser ses pouvoirs à l'aide d'une jeune fille (Ely). Il les portera à un degré inégalé au point qu'il inquiètera même le puissant Comité Éthique et son dirigeant Jarlad.
Finalement, Ylvain incarnera, presque malgré lui, des revendications libertaires et des idéaux anarchistes en donnant corps et en médiatisant le mouvement Bohème.
Au-delà de ces aspects sociologiques, Ayerdhal mène aussi une réflexion sur l'amour en mettant en scène une relation à quatre entre Ylvain et les trois héroïnes de l'histoire, relation basée sur un malentendu qui sera filé tout au long des quatre tomes.

## L'œuvre complète
Parution de 1990 aux éditions Fleuve noir de La bohème et l'ivraie :
1. Ylvain, rêve de vie -  (ISBN 2-265-04345-1)
2. Made, concerto pour Salmen et Bohème -  (ISBN 2-265-04362-1)
3. La Naïa, hors limites -  (ISBN 2-265-04386-9)
4. Ely, l'esprit-miroir -  (ISBN 2-265-04402-4)

Réédition de 1995 aux éditions Fleuve Noir :
1. Ylvain, rêve de vie -  (ISBN 2-265-05404-6)
2. Made, concerto pour Salmen et Bohème -  (ISBN 2-265-05427-5)
3. La Naïa, hors limites -  (ISBN 2-265-05463-1)
4. Ely, l'esprit-miroir -  (ISBN 2-265-05484-4)

Réédition de 2000 toujours chez Fleuve Noir :
1. La Bohème et L'Ivraie -  (ISBN 2-265-06409-2)

Réédition de 2010 chez Au Diable Vauvert :
1. La Bohème et L'Ivraie -  (ISBN 978-2-84626-134-0)